# Georgic (Schiff, 1932)
Die Georgic (II) war ein Transatlantikliner und das letzte Schiff der britischen Reederei White Star Line. Sie wurde von Harland & Wolff Ltd. in Belfast gebaut und 1932 in Dienst gestellt. Nach der Fusion der White Star Line mit der Cunard Line zur Cunard-White Star Line fuhr die Georgic unter dieser Flagge weiter. Ihr Schwesterschiff war die 1930 in Dienst gestellte Britannic.

## Regelmäßige Liniendienste
- Liverpool – New York

## Geschichte

### Anfang und Aussehen
Das zweite Motorschiff nach der Britannic für die Linie Liverpool – New York der White Star Line war die Georgic. Sie wurde, ebenso wie ihr Schwesterschiff, auf der Werft Harland & Wolff in Belfast gebaut und am 12. November 1931 vom Stapel gelassen. Ursprünglich sollte die Indienststellung nach einer beschleunigten Fertigstellung im Mai 1932 stattfinden, um etwa 25.000 amerikanische Teilnehmer einer Konferenz in Dublin zu transportieren. Dies wurde jedoch nicht realisiert und das Schiff lief nach der Fertigstellung am 25. Juni auf Jungfernfahrt aus.
Im Grunde waren die Georgic und die Britannic von 1932 Schwesterschiffe, doch in Details unterschieden sie sich. So war beispielsweise die Brückenfrontwand bei der Georgic leicht gerundet, die der Britannic war flach. Die Inneneinrichtung der Georgic war zeitgenössisch, während der Ausbau der etwas früher gebauten Britannic eher als konservativ bezeichnet werden konnte. Der vordere Schornstein war bei beiden Schiffen eine Attrappe und beherbergte den Funkraum und das Raucherzimmer des Maschinenpersonals.
Die Passagierunterkünfte waren in drei Klassen, Kabinen-, Touristen- und Dritte Klasse unterteilt.

### Bis zum Zweiten Weltkrieg
Bis zum Ausbruch des Zweiten Weltkrieges pendelten die beiden Schiffe auf dem Nordatlantik hin und her, mit Unterbrechungen in den Wintermonaten, wenn sie Kreuzfahrten unternahmen.
1933 sprang die Georgic für einige Reisen von Southampton aus für die in der Werft liegende Olympic ein.
1935 wechselten die Georgic und die Britannic nach London als Ausgangshafen für die New York-Reisen.

### Zweiter Weltkrieg
Die Georgic blieb nach Ausbruch des Krieges noch für einige Reisen auf dem Nordatlantik, wurde aber im März 1940 zum Marinedienst eingezogen und als Truppentransporter hergerichtet. Die Soldatenverschiffungen brachten sie nach Norwegen, Saint-Nazaire und Brest, wobei sie einer ganzen Reihe von Luftangriffen ausgesetzt war. Weitere Truppentransporte nach Island, über den Atlantik und nach Mittelost folgten. Sie fuhr unter anderem im Geleitzug WS 3F, zusammen mit anderen Truppentransportern nach Aden.
Die Georgic war am 7. Juli 1941 im Hafen von Tewfik mit Soldaten eingetroffen. Man war gerade dabei, für die Heimreise zu laden, als deutsche Bomber in den Morgenstunden des 14. Juli einen Luftangriff auf den Hafen flogen. An den Hafenanlagen entstand schwerer Schaden, und der Georgic als dem größten Schiff im Hafen galt ein ganz besonderes Interesse der Angreifer. Eine Bombe explodierte in der Nähe des Schiffes und riss ein Leck in die Bordwand. Eine weitere traf das Achterschiff und durchschlug fünf Decks, bevor sie explodierte. Sofort brach Feuer aus, und die Munitionsräume unter Deck gingen hoch. Bald stand das Schiff lichterloh in Flammen. Dem Kapitän war es noch gelungen, sein Schiff auf den Strand zu manövrieren, damit es nicht im Hafen sank, wobei das Maschinenpersonal tapfer unten im Maschinenraum blieb und die Manöver ausführte. Die Passagiere stürzten von Bord, und das Schiff brannte zwei Tage lang.
Nach einer provisorischen Reparatur und dem Abpumpen des Wassers konnte die Georgic freigeschleppt und nach Port Sudan überführt werden. Dort lag sie mehrere Wochen lang, und die Zeit wurde für weitere provisorische Reparaturarbeiten genutzt, denn dem Schiff stand eine 2.775 Seemeilen lange Reise nach Karatschi bevor.
Da der Zustand der Motoren unklar war, wurde sie von den beiden Frachtern Clan Campbell und City of Sydney in 26 Tagen dorthin geschleppt. Nach der Ankunft am 1. April 1942 stellten die Werftarbeiter innerhalb von acht Monaten das Schiff wieder einigermaßen fahrtüchtig her, wobei vieles der Improvisationskunst der Handwerker überlassen war. Mit eigener Kraft fuhr die Georgic dann nach Bombay zum Docken und für weitere Rumpfreparaturen. Am 20. Januar 1943 startete das Schiff ohne Geleitschutz eine abenteuerliche Heimreise nach Großbritannien.
Dort angekommen, lief sie die Bauwerft in Belfast an, um zum permanenten Truppentransporter umgebaut zu werden. Die nach dem Brand noch nicht wiederhergestellten oberen Decks wurden komplett renoviert, die Motoren gründlich überholt, und im Dezember 1944 präsentierte sich das Schiff fast wie ein Neubau. Der vordere Schornstein war abgenommen worden, der hintere Mast auch, und der vordere Mast war ein ganzes Stück schräger und kürzer geworden. Hinter der Brücke war ein kleiner Signalmast aufgestellt worden.
Das von oben bis unten grau angestrichene Schiff gehörte jetzt dem britischen Verkehrsministerium, das Management (Bereederung) lag in den Händen der Cunard-White Star Line.

### Nach dem Zweiten Weltkrieg
Der Marinedienst dauerte noch bis 1948, als das Schiff erneut umgestaltet wurde, dieses Mal zum Auswandererschiff.
Die Georgic wurde nun zusammen mit anderen Schiffen von Liverpool nach Australien geschickt. Trotzdem erledigte sie zwischendurch immer wieder Transatlantik-Reisen für Cunard von Liverpool nach New York im Jahre 1950, und zwischen 1951 und 1954 ab Southampton.
Einen Truppentransport, der sie 1955 nach Japan führte, erledigte sie in dieser Zeit ebenfalls. Im November 1955 wurde das Schiff außer Dienst gestellt und am 11. Dezember in der Kames Bay aufgelegt. Am 1. Februar 1956 traf die Georgic bei der Metal-Industries-Abwrackwerft in Faslane ein.